# Shayon Harrison
Shayon Harrison (Hornsey, Londres, Inglaterra, 13 de julio de 1997) es un futbolista inglés. Juega como delantero y su equipo actual es el Politehnica Iași de la Liga II.

## Trayectoria

### Tottenham
Harrison hizo su debut profesional con el Tottenham el 25 de octubre de 2016, entrando en el minuto 83 en lugar de Georges-Kévin Nkoudou en la derrota por 2-1 ante el Liverpool en la Copa de la Liga.
Yeovil Town

El 20 de enero de 2017, Harrison se unió al Yeovil Town de la League Two en calidad de cedido hasta el final de la temporada. Hizo su debut con Yeovil en el empate 2-2 contra Blackpool, el 21 de enero de 2017.
Southend United

Durante la segunda mitad de la temporada 2017-18, Harrison fue cedido al Southend United.
Melbourne City

En la ventana de transferencia de enero de 2019, Harrison salió cedido al club australiano Melbourne City de la A-League.

### Almere City
En la ventana de transferencia del verano de 2019, Harrison firmó con Almere City de Holanda.

## Clubes
| Club                     | País         | Año           |
| ------------------------ | ------------ | ------------- |
| Tottenham Hotspur        | Inglaterra   | 2016-2019     |
| Yeovil Town (cesión)     | Inglaterra   | 2017          |
| Southend United (cesión) | Inglaterra   | 2018          |
| Melbourne City (cesión)  | Australia    | 2019          |
| Almere City              | Países Bajos | 2019-2021     |
| AFC Wimbledon            | Inglaterra   | 2021          |
| Morecambe                | Inglaterra   | 2021-2022     |
| Hayes & Yeading United   | Inglaterra   | 2022          |
| Politehnica Iași         | Rumania      | 2022-presente |

## Estadísticas
| Club                     | Temporada     | Liga           | Liga  | Liga  | FA Cup | FA Cup | League Cup | League Cup | Otros | Otros | Total | Total |
| Club                     | Temporada     | División       | Part. | Goles | Part.  | Goles  | Part.      | Goles      | Part. | Goles | Part. | Goles |
| ------------------------ | ------------- | -------------- | ----- | ----- | ------ | ------ | ---------- | ---------- | ----- | ----- | ----- | ----- |
| Tottenham Hotspur        | 2016–17       | Premier League | 0     | 0     | 0      | 0      | 1          | 0          | 0     | 0     | 1     | 0     |
| Yeovil Town (Cesión)     | 2016–17       | League Two     | 14    | 1     | —      | —      | —          | —          | 1     | 0     | 15    | 1     |
| Southend United (Cesión) | 2017–18       | League One     | 13    | 0     | —      | —      | —          | —          | —     | —     | 13    | 0     |
| Melbourne City (Cesión)  | 2018–19       | A-League       | 10    | 4     | —      | —      | —          | —          | 1     | 0     | 11    | 4     |
| Almere City              | 2019–20       | Eerste Divisie | 0     | 0     | —      | —      | —          | —          | 0     | 0     | 0     | 0     |
| Carrera total            | Carrera total | Carrera total  | 37    | 5     | 0      | 0      | 1          | 0          | 2     | 0     | 40    | 5     |

1. ↑  Apariciones en EFL Trophy
2. ↑  Apariciones en A-League Final Series